# 8 de maig
El 8 de maig és el cent vint-i-vuitè dia de l'any del calendari gregorià i el cent vint-i-novè en els anys de traspàs. Queden dos-cents trenta-set dies per finalitzar l'any.
A molts països europeus, el 8 de maig és una festa nacional o dia commemoratiu (Dia de la Victòria a Europa), ja que aquest dia de 1945 va acabar la Segona Guerra Mundial a Europa.

## Esdeveniments
Països Catalans
- 1707 - València: les tropes filipistes ocupen la ciutat.
- 1870 - Barcelona: s'hi publica el primer número del setmanari satíric La Campana de Gràcia, que s'edità durant més de 64 anys.[1]
- 1879 - Barcelona: S'estrena al Teatre Novetats Gal·la Placídia, d'Àngel Guimerà.[2]
- 1924 - Barcelona: S'inaugura la llibreria Catalònia, a la plaça de Catalunya, número 17.[3]
- 1914 - Barcelona: obre l'Escola del Bosc a Montjuïc, dirigida per Rosa Sensat.[4]
- 1980 - Jordi Pujol és elegit 127è president de la Generalitat de Catalunya.
- 1983 - Primeres eleccions autonòmiques al País Valencià[5] i les Illes Balears.[6]
- 1984 - Barcelona: el doctor Caralps fa el primer trasplantament cardíac amb èxit d'Espanya a l'Hospital de Sant Pau.[7]
- 2004 - Barcelona: S'inaugura oficialment el Fòrum Universal de les Cultures.[8]

Resta del món
- 589 - Comença el III Concili de Toledo, amb el que el regne visigot es va convertir al catolicisme.[9]
- 1360 - Signatura del tractat de Brétigny entre França i Anglaterra, en el si de la Guerra dels Cent Anys.[10]
- 1541 - L'expedició d'Hernando de Soto descobreix el riu Mississipi.[11]
- 1701 - Les Corts de Castella reconeixen Felip V d'Espanya com a rei[12]
- 1781 - Pensacola (Florida, EUA): Els espanyols guanyen la Batalla de Pensacola que acabarà amb la reconquesta de les Florides.
- 1916 - Presó de Kilmainham, Dublín: Éamonn Ceannt, Michael Mallin, Sean Heuston i Conn Colbert són afusellats per la seva participació en l'Alçament de Pasqua.
- 1945
  - Berlín (Alemanya): El mariscal alemany Keitel signa davant els mariscals Júkov i Tedder i els generals Spaatz i Lattre de Tassigny un segon document de rendició incondicional d'Alemanya (després del signat a Reims el dia anterior).
  - Dia de la Victòria a Europa: els aliats occidentals celebren la victòria sobre Alemanya en la Segona Guerra Mundial.
  - A les 23:01 CET, entra en vigor la rendició incondicional d'Alemanya.
  - Sétif, Algèria: massacres de Sétif, Guelma i Kherrata, disturbis i assassinats.
- 1997 - Es detecta l'esclat de raigs gamma GRB 970508, el primer a poder-se'n determinar l'origen.

## Naixements
Països Catalans
- 1671 - Barcelona: Pere Serra i Postius, historiador barceloní (m 1748).[13]
- 1837 - Madrid: Lluís Maria de Llauder i de Dalmases, periodista i polític català (m. 1902).
- 1868 - Reus (Baix Camp): Frederic Manaut, polític i enginyer francès nascut a Catalunya (m. 1944).
- 1872 - Sant Feliu de Guíxols (Baix Empordà): Rafael Patxot i Jubert, meteoròleg, mecenes, bibliòfil i escriptor català (m. 1964).[14]
- 1882 - Berga (Berguedà): Ramon Vinyes i Cluet, escriptor d'obres de teatre, poesia i contes (m. 1952).[15]
- 1902 - Barcelona: Josep Buch i Parera, excursionista, historiador local i arxiver català (m. 1991).
- 1905 - Tarragona: Josep Maria Monravà i López, arquitecte català (m. 1999).
- 1912 - Castellar del Vallès: Joan Blanquer i Panadès, director de cinema amateur (m. 2002).
- 1940 - Sant Boi de Llobregat: Pilar Ferran Hernández, assistenta social i política catalana.
- 1951 - Manresa (Bages): Jordi Marsal i Muntalà, filòsof i polític català.
- 1952 - Sant Pol de Mar, Maresme: Carme Ruscalleda, cuinera catalana.[16]
- 1964 - Palma: Benjamí Villoslada, informàtic, empresari i divulgador tecnològic mallorquí.
- 1970 - Lleida: Laura Castel i Fort, llicenciada en Ciències Polítiques i Sociologia, funcionària i política catalana, ha estat senadora.
- 1984 - Olot: Jennifer Pareja, jugadora de waterpolo catalana, reconeguda l'any 2013 com a «Millor Waterpolista del Món».[17]

Resta del món
- 1663 - Amersfoort: Maria Withoos, pintora neerlandesa de l'Edat d'Or neerlandesa (m. després de 1699).[18]
- 1705 - Rio de Janeiro, (Brasil): Antônio José da Silva, dramaturg brasiler conegut com a O Judeu («el jueu»)(m. 1739).[19]
- 1828 - Ginebra, Suïssa: Jean Henri Dunant, home de negocis i activista amb iniciatives humanitàries, Premi Nobel de la Pau el 1901 (m. 1910).[20]
- 1857 - Màlaga: Trinidad Huertas Cuenca, La Cuenca, bailaora i guitarrista de flamenc (m. 1890).[21]
- 1875 - Aken, Saxònia-Anhalt, Alemanya: Emilie Winkelmann, primera arquitecta alemanya.[22]
- 1884 - Lamar (Missouri), Estats Units: Harry S. Truman, polític estatunidenc, 33è President dels Estats Units (m. 1972)[23]
- 1899 - Viena, Imperi Austrohongarès: Friedrich Hayek, economista guardonat amb el Premi Nobel d'Economia l'any 1974 (m. 1992).[24]
- 1902 - Ainay-le-Château, França: André Lwoff, microbiòleg francès, Premi Nobel de Medicina o Fisiologia de l'any 1965 (m. 1994).[25]
- 1904 - Zamora: Amparo Barayón, anarquista espanyola, afusellada durant la Guerra Civil.[26]
- 1910 - Atlanta: Mary Lou Williams, pianista de jazz estatunidenca (m. 1981).[27]
- 1920 - Nova York, Estats Units: Saul Bass, grafista estatunidenc destacat en l'àmbit cinematogràfic (m.1996).[28]
- 1923 - Tessala, Algèria: Cheikha Remitti, cantant algeriana de música raï (m. 2006).[29]
- 1925 - Kivure, Tanzània: Ali Hassan Mwinyi, advocat i polític tanzà, va ser president del seu país entre 1985 i 1995.[23]
- 1937 - Caracas, Veneçuela: Lolita Aniyar de Castro política, advocada penalista i criminòloga.
- 1938 - Nogent-sur-Marne, França: Jean Giraud, dibuixant de còmics i il·lustrador francès (m. 2012).[30]
- 1947 - 
  - Cheltenham, Gloucestershire: Felicity Lott, soprano anglesa.
  - Chicago, Illinois (EUA): Howard Robert Horvitz, biòleg nord-americà, Premi Nobel de Medicina o Fisiologia de l'any 2002.[31]
- 1950 - Riga, Letònia: Tatjana Ždanoka, matemàtica i política letona d'origen jueu, eurodiputada al Parlament Europeu.[32]
- 1956 - Roma, Itàlia: Cristina Comencini, directora, guionista i escriptora italiana.[33]
- 1959 - Ystrad-Rhondda, Gal·les: Jill Evans, política gal·lesa, que ha estat eurodiputada.[34]
- 1961 -
  - Nova York, Nova York, EUA: Bill de Blasio, alcalde de Nova York.
  - Schwerin, RDA: Andrea Pollack, nedadora alemanya guanyadora de sis medalles olímpiques (m. 2019).[35]
- 1963 - Versalles, França: Michel Gondry, director de cinema i de vídeos musicals francès.
- 1964 - Los Angeles, Califòrnia: Melissa Gilbert, actriu estatunidenca, escriptora i productora, coneguda pel paper de Laura Ingalls
- 1966 - Madrid: Marta Sánchez López, cantant i compositora de música pop madrilenya d'origen gallec.
- 1970 - 
  - Mont-real, Quebec (Canadà): Naomi Klein, periodista, escriptora, activista política i directora de cinema quebequesa.
  - Xixón, Espanya: Luis Enrique, futbolista i entrenador asturià.
- 1992 - Londres, Anglaterra: Ana Mulvoy Ten, actriu espanyola/anglesa.[36]
- 2003 - Rabat, Marroc: Mulai Hassan, príncep hereu del Marroc.[37]

## Necrològiques
Països Catalans
- 1901 - Barcelona: Lluís Góngora i Joanicó, metge, forense, acadèmic i ateneista català (n. 1834).
- 1910 - Barcelona: Joan Coll i Pujol, advocat i polític català (n. 1842).[38]
- 1926 - Barcelona: Josep Collaso i Gil, polític i filantrop català (n. 1857).[39]
- 1933 - Pau, Occitània: Maria Lluïsa Güell López, pintora, pianista, organista i compositora (n. 1873).[40]
- 1956 - Barcelona: Isabel Güell i López, compositora catalana (n. 1872).[41]
- 1958 - Madrid, Espanya: Bernat Artola i Tomàs, poeta valencià (n. 1904).[42]
- 1963 - Els Monjos, Alt Penedès: Palmira Jaquetti i Isant, poeta, folklorista i compositora catalana (n. 1895).[43]
- 2013 - Lleida: Leonor Pedrico Serradell, fotògrafa pionera i primera fotoperiodista de les terres de Lleida (n. 1951).[44]
- 2014 - Barcelona: Mercedes Salisachs i Roviralta, escriptora catalana que escrivia en castellà (n. 1916).[45]
- 2021 - Sabadellː Lluís Casanovas i Riera, capellà i sindicalista (n. 1944).[46]

Resta del món
- 535 - Roma, Regne dels Ostrogots: Papa Joan II (n. c. 470).[47]
- 1079 - Cracòvia: Estanislau de Cracòvia, bisbe de Cracòvia, sant per l'Església catòlica (n. aprox. 1030).[48]
- 1794 - Antoine Laurent Lavoisier, químic francès (n. 1743).[49]
- 1819 - Kailua-Kona, Hawaii: Kamehameha I, rei de Hawaii (n. 1758).[50]
- 1873 - Avinyó, Provença: John Stuart Mill, filòsof i economista anglès (n. 1806).[51]
- 1880 - Croisset, França: Gustave Flaubert, escriptor francès (n. 1821).[52]
- 1891 - Londres: Helena Blavatsky, fundadora de la Societat Teosòfica i de la teosofia (n. 1831).[53]
- 1893 - Brussel·les: Adèle Kindt, pintora belga (n. 1804).[54]
- 1910 - Perusa: Vittoria Aganoor, poeta italiana d'ascendència armènia (n. 1855).[55]
- 1918 - Tribschen: Ernst von Hesse-Wartegg, escriptor austríac conegut pels seus llibres de viatges.
- 1933 - Tel-Aviv: Karla Grosch, ballarina alemanya, professora a la Bauhaus (n. 1904).[56]
- 1951 - Harvey, Illinois (EUA): Gilbert Bliss, matemàtic estatunidenc (n. 1876).[57]
- 1953 - Delmenhorst: Anna Rüling, periodista alemanya, de les primeres activistes en favor dels drets de les dones lesbianes (n. 1880).[58]
- 1988 - Carmel, Califòrnia: Robert Anson Heinlein, escriptor nord-americà (n. 1907).[59]
- 1990 - Venècia, Vèneto, Itàlia: Luigi Nono, compositor Italià (n. 1924).[60]
- 2005 - Nimes (França): Jean Carrière, productor de ràdio i televisió,crític musical i escriptor. Premi Goncourt de l'any 1972 per la seva novel·la "L'Epervier de Maheux" (n. 1928)

## Festes i commemoracions
- Santoral: sants Víctor de Mauritània, màrtir; Bonifaci IV i Benet II, papes; Ida de Nivelles, vídua i religiosa; Mare de Déu del Roser; aparició de Sant Miquel arcàngel a Monte Gargano.
- Commemoració: Dia Internacional de la Creu Roja i la Mitja Lluna Roja, en honor d'aquest moviment humanitari internacional.